# Clones (відеогра)
Clones — це головоломка в реальному часі від канадського розробника Tomkorp для Microsoft Windows. Гра була випущена 18 листопада 2010 року на платформі Steam. Clones була створена незалежним розробником ігор Tomkorp Computer Solutions як їх перша гра. У ній представлені інопланетні істоти, іменовані клонами, яким гравець може призначати різноманітні команди перетворення (морфи), що змушують клонів деформувати своє тіло так, щоб орієнтуватися на місцевості. Підтримуються кілька типів сюжету, а також одиночний і багатоосібний режими.

## Ігровий процес
Основний ігровий процес Clones подібний до Lemmings, проте вони відрізняються наявністю багатої кількості режимів гри, мережевим режимом для кількох гравців, системою світового рейтингу, простим AI та вбудованим редакторів рівнів. На відміну від інших 2D-ігор, Clones використовує 3D-камеру для відображення планети Clones (карта світу для одного гравця) і дозволяє масштабувати та обертати 2D-ландшафт. Гравець не може керувати клонами безпосередньо і лише повинен надавати клонам морфи, які деформують їх тіла та дозволять їм виконувати різні дії, щоб орієнтуватися у просторі.

### Ігрові режими
Клони згруповані у 8 різних колірних команд з однаковим функціоналом. У одиночній грі користувач керує лише однією з команд, а решта керується комп'ютером, тоді як у багатоосібній грі кожен гравець керує своєю командою. Мета кожного гравця залежить від поточного режиму гри, який може бути одним із таких:
- Corral the Clone — перемагає команда, яка піднесе (збереже) найбільшу кількість клонів.
- Захопити клона — кожна команда намагається заманити великого клона до зони виходу.
- Захопити прапор — кожна команда повинна направити своїх клонів забрати прапор, а потім привести клон, що несе його, до бази.
- Multiverse Match — кожна команда має свій власний закритий дублікат головоломки і повинна завершити її за найкоротший час.
- Квантова сварка — кожна команда намагається атомізувати клонів інших команд. Виграє остання команда клонів.
- Super Synergy (лише для кількох гравців) — кооперативна багатоосібна гра. Кілька гравців можуть вирішувати головоломки як команда.
- Квантовий цикл (тільки для одного гравця) — рівень з N командами грається N разів, і на кожній ітерації гравець керує N-ю командою і повинен координувати морфи, задані в минулому, з командою клонів, яка зараз контролюється.

### Багатоосібна гра
Багатоосібний досвід відбувається у міжгалактичній CloneMaster League. Гравці можуть провести турнір або переглянути список усіх активних турнірів у всесвіті та приєднатися до одного з них. Гравці мають можливість зареєструвати матч «один на один» за допомогою системи світового рейтингу CloneStats, яка використовує шаховий метод для визначення рангу гравців. Цей режим подібний до багатоосібного режиму Lemmings, але в нього можна грати через Інтернет або локальну мережу.

### Редактор рівнів
Clones має вбудований, повнофункціональний редактор рівнів WYSIWYG, який дозволяє гравцям створювати власні багатоосібні рівні, а також пакети CloneMaster для збільшення кількості одноосібних головоломок. Редактор використовує об'єктні примітиви для створення рівня з багатьох маленьких частин. Об'єкти можна вільно обертати, масштабувати тощо — все для того, щоб отримати рівні з високим рівнем привабливості. Рівні можна згрупувати в пакети рівнів, а потім завантажити на вебсайт ClonesGame.com, щоб поділитися з іншими гравцями.

## Сюжет
Одноосібний режим поміщає гравця в роль нового CloneMaster, який відвідує планету Clones Planet, де має просуватися в паломництві, щоб відвідати та навчатися у 10 старших CloneMasters. Кожен переможений старійшина дає гравцеві сегмент медальйона, який після відновлення відкриє останнього найстаршого CloneMaster. Кожен CloneMaster запропонує гравцеві 10-20 головоломок, причому останньою головоломкою є битва зі Старшим у режимі Multiverse Match. Гравцям пропонується якомога більше дізнатися від старійшин, перш ніж брати участь в онлайн-режимі, який може бути дуже складним.

## Розвиток
Clones було розроблено компанією Tomkorp Computer Solutions Inc., яка складається з двох розробників із Вінніпегу, Манітоба, Канада. Вона спеціалізується на створенні індивідуальних багатоосібних програм баз даних. Clones — їх перша гра. Фінансову підтримку надали Telefilm Canada, STEM та Fortune Cat Games Studio Incubator.